# Архітектура Словенії
Архітектурний спадок Словенії здебільшого представлений різноманітними європейськими художніми стилями, в тому числі з національними особливостями.
У багатьох областях країни можна знайти зразки романської архітектури ХІІ—ХІІІ століть.
Готичне мистецтво представлено в основному зразками пізньої готики (XIV—XVII ст.) На жаль, значна кількість споруд епохи ранньої готики (ХІІ—ХІІІ ст.) була зруйнована під час жахливого землетрусу 1511 року. Видатними майстрами епохи Середньовіччя були Йоханес де Лайбако, Єрней із Локи, Йоханес Аквіла та ін.
Значний вплив італійського Ренесансу спостерігається у громадських будівлях XIV—XVI століть, особливо у містах Приморської області.
Початок XVII—XVIII століть — епоха становлення і розквіту словенського бароко, яке також формувалося під впливом італійського мистецтва. У цей час розквітає творчість таких митців, як Г. Мачек, Йожеф Страуб (Jožef Straub), Франческо Робба, Фортунат Бергант.
У першій чверті XIX ст. в словенській архітектурі утверджується класицизм. У образотворчому мистецтві риси класицизму органічно сполучаються з романтизмом: роботи Франца Ковчіча, Йосипа Томіла і Матевжа Лангуса.
На початку ХХ ст. в моду входить стиль модерн та інші модерністські течії. Популярні архітектори цього часу — італієць Макс Фабіані (Max Fabiani) та місцева знаменитість Іван Вурник (Ivan Vurnik) починають змінювати архітектурне обличчя Любляни після руйнівного землетрусу 1895 р., створивши справді оригінальний люблянський модерн.
Протягом 1921–1957 років у словенській столиці Любляні працював видатний словенський архітектор й містобудівник ХХ століття Йоже Плечник, чия творча і викладацька діяльність залишили помітний відбиток у європейській культурі, а спроектовані ним будівлі прикрасили не лише Любляну, а й Відень, Прагу і Белград.

## Галерея

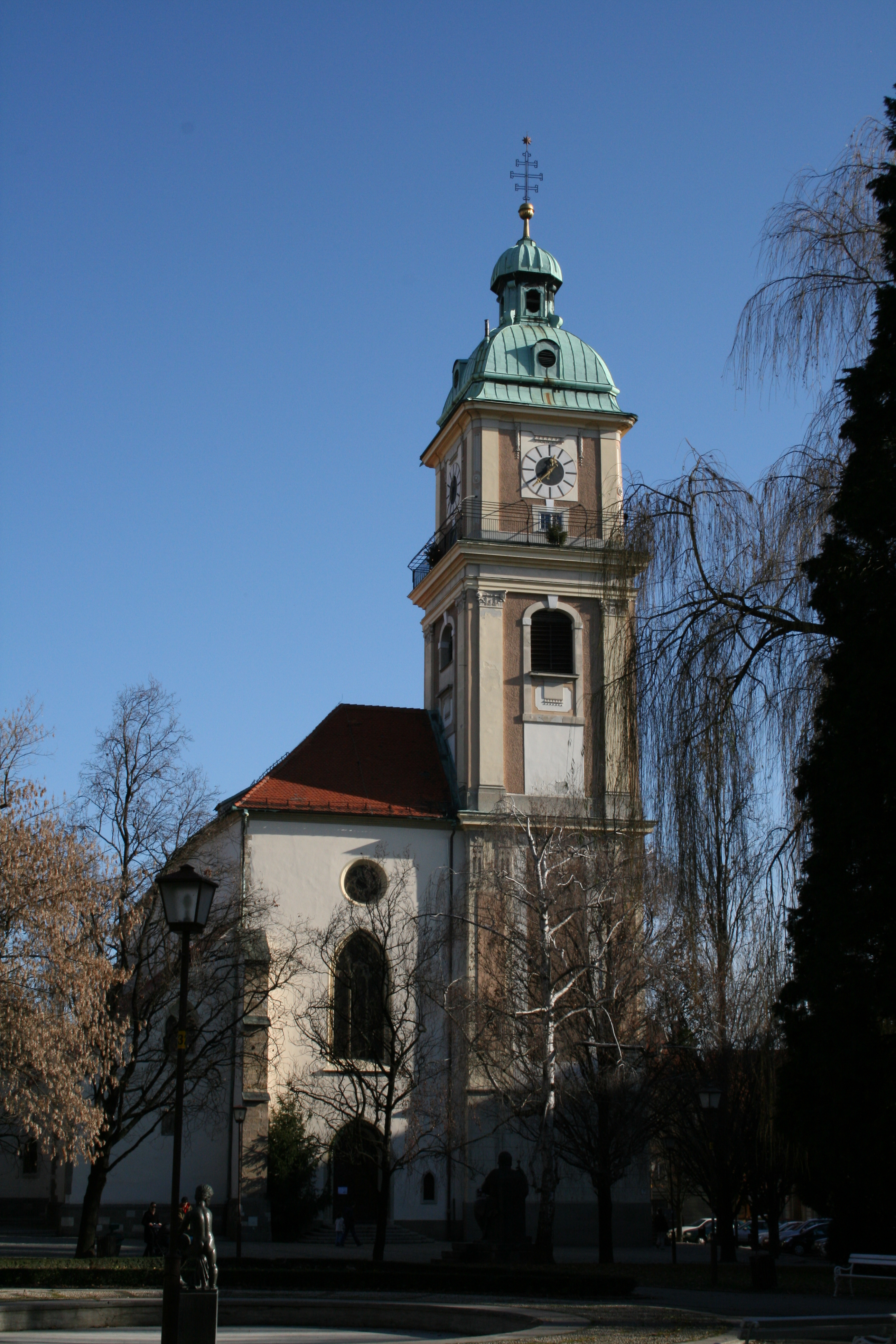
Кафедральний собор у Мариборі, готика, ХІІ ст.
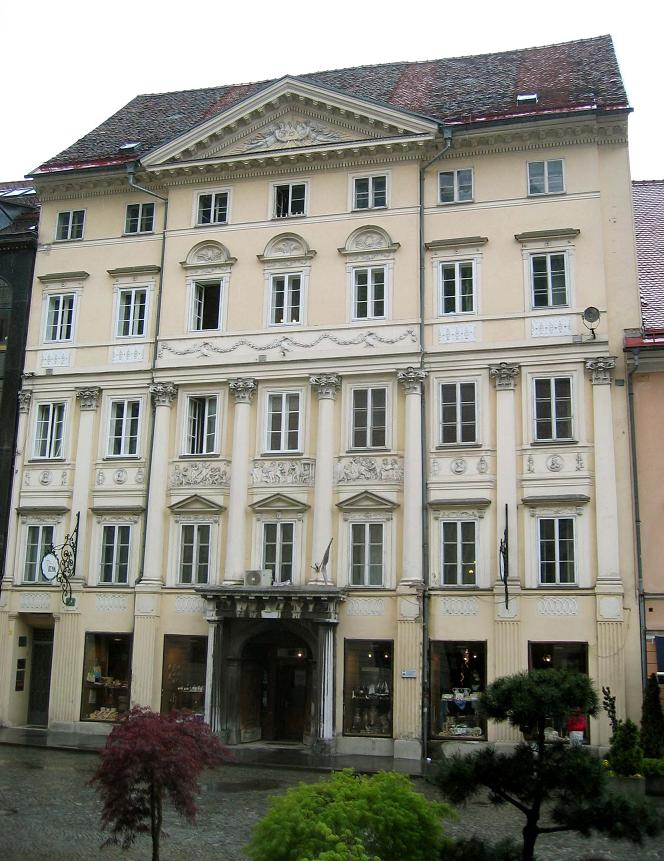
Люблянська ратуша, XVII ст., фасад у стилі ампір
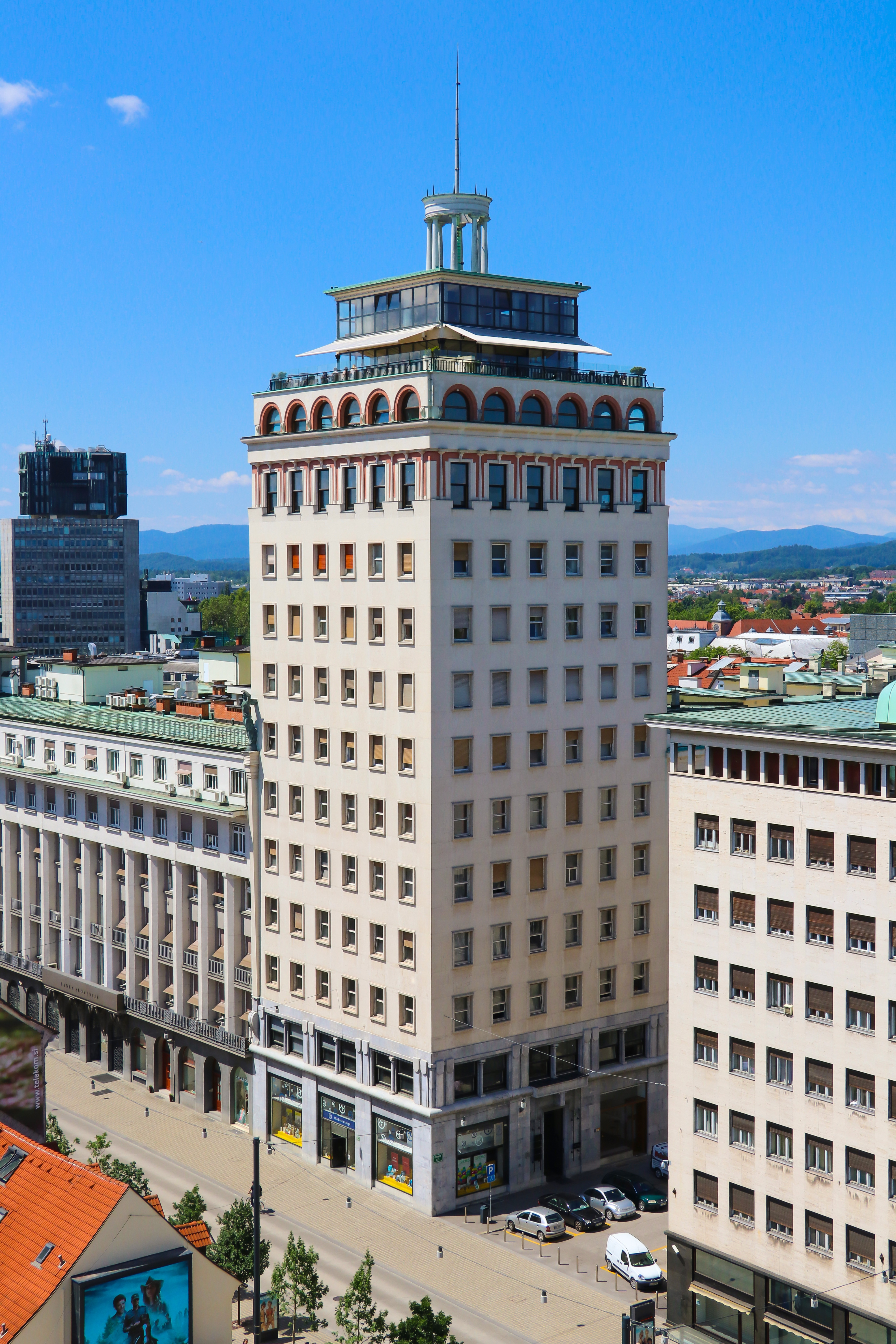
«Неботичник», висотна будівля в центрі Любляни

| Прапор Словенії | Це незавершена стаття про Словенію. Ви можете допомогти проєкту, виправивши або дописавши її. |